# Alopecosa subsolitaria
Alopecosa subsolitaria är en spindelart som beskrevs av Savelyeva 1972. Alopecosa subsolitaria ingår i släktet Alopecosa och familjen vargspindlar. Inga underarter finns listade i Catalogue of Life.